# Ol'ga Graf
Ol'ga Borisovna Graf (in russo Ольга Борисовна Граф?; Omsk, 15 luglio 1983) è una pattinatrice di velocità su ghiaccio russa.

## Biografia
Ol'ga Graf è nata a Omsk il 15 luglio 1983. Cominciò a pattinare nel 1995 su suggerimento del suo insegnante di arti marziali. Frequentò la Siberian State University of Physical Education and Sport e si unì alla nazionale russa di pattinaggio di velocità nel 2007. 
Graf è sposata con Rustam Madaminov, vive a Kolomna in Russia e parla, oltre al Russo, anche il tedesco e l'inglese.

## Carriera Sportiva
Ol'ga Graf ha partecipato alle olimpiadi invernali di Soči 2014 dove ha vinto due medaglie di bronzo  nei 3000m e nell'iInseguimento a squadre. Ha invece rifiutato di partecipare ai giochi di PyeongChang 2018 per solidarietà con gli atleti connazionali esclusi per doping.

## Palmarès

### Olimpiadi
- 2 medaglie:
  - 2 bronzi (3000 m, inseguimento a squadre a Soči 2014).

### Campionati mondiali completi
- 1 medaglia:
  - 1 argento (Heerenveen 2014).

### Coppa del Mondo
- Miglior piazzamento in classifica generale: 30ª nel 2013.
- Miglior piazzamento nella Coppa del Mondo dei 3000 e 5000 m: 7ª nel 2013.
- Miglior piazzamento nella Coppa del Mondo di partenza in linea: 17ª nel 2012.
- Miglior piazzamento nella Coppa del Mondo dei 1500 m: 18ª nel 2013.
- 1 podio (nei 5000 m):
  - 1 terzo posto.